# Shamarpa
Shamarpa (tibetanska: ཞྭ་དམར་པ་; Wylie: Zhwa-dmar-pa), även känd som Shamar Rinpoche och mer formellt Kunzig Shamar Rinpoche är en titel i en ätt av inkarnerade lamor (tülku) inom Karma Kagyü-skolan inom den tibetanska buddhismen. Shamarpa anses vara en manifestation av Amitabha Buddha och förknippas traditionellt med klostret Yangpachen nära Lhasa. Titeln betyder bokstavligen "personen med den röda kronan".
Den förste Shamarpa, Khedrup Drakpa Senge (1283–1349), var den främste lärjungen till den tredje Karmapan Rangjung Dorje. Rangjung Dorje gav sin lärjunge en rubinröd krona och titeln Shamarpa, vilket lade grunden till en ny ätt av reinkarnerade lamor inom den tibetanska buddhismen.
Under en vallfärd till Nepal konspirerade den tionde Shamarpan, Mipam Chödrup Gyamtso, med Gurkha-folket att invadera Tibet för att kunna lägga beslag på rikedomarna i Trashilhünpo-klostret i Shigatse. Den resulterande nepalesiska invasionen 1788 föranledde Dalai Lama att förbjuda nya inkarnationer av Shamarpa. På 1890-talet återupplivades dock traditionen.
Sedan den 16:e Karmapa avled 1981 har den nuvarande Shamarpa Mipham Chokyi Lodro hamnat i en schism inom Karma-Kagyü. Den fjortonde Dalai Lama och Folkrepubliken Kinas myndigheter har erkänt Ogyen Trinley Dorje som Karmapa, medan Shamarpa erkänner Trinley Thaye Dorje som den 17:e Karmapa. Den danske laman Ole Nydahl stödjer också Trinley Thaye Dorje.
2014 avled den 14:e Sharmapa under ett besök i Tyskland.

## Lista över inkarnationer av Shamarpa
1. Khedrup Drakpa Senge (1284–1349)
2. Shamar Khachö Wangpo (1350–1405)
3. Shamar Chöpal Yeshe (1406–1452)
4. Shamar Chökyi Drakpa Yeshe Pal Zangpo (1453–1526)
5. Shamar Köncho Yenlak (1526–1583)
6. Shamar Mipan Chökyi Wangchuk (1584–1629)
7. Shamar Yeshe Nyinpo (1631–1694)
8. Palchen Chökyi Döndrup (1695–1732)
9. Könchog Geway Yungnay (1733–1741)
10. Chödrup Gyatso (1742–1793)
11. Okänd.
12. Tugsay Jamyang (1895–1947)
13. Tinlay Kunchap (1948–1950)
14. Mipham Chökyi Lodro (1952–2014)